# Донья-Хуана
 Донья-Хуана  (исп. Doña Juana) — стратовулкан, расположенный в колумбийском департаменте Нариньо.
Вулкан состоит из двух кальдер, с выходами на северо-восток и юго-запад. Вершина этого андезитно-дацитного вулкана объединяет несколько поздних лавовых куполов. Северо-восточная кальдера образовалась во время Голоцена и сопровождалась значительными пирокластическими потоками. Младшая кальдера содержит всё ещё активный центральный купол.
Единственный период активности за исторические времена приходится на 1897—1906 годы, когда рост купола на вершине сопровождался значительными пирокластическими потоками. Это извержение привело к гибели около 100 жителей близлежащих районов и разрушило много поселений. Сейчас остаётся риск новых извержений, из-за чего вулкан считается опасным.